# Боброво (Крым)
Бобро́во (до 1948 года Джана́й укр. Боброве, крымскотат. Canay, Джанай) — исчезнувшее село в Джанкойском районе Республики Крым, располагавшееся на западе района, в степной части Крыма, примерно в 1 км к юго-востоку от современного села Выпасное.

## Динамика численности населения
| - 1805 год — 164 чел. - 1864 год — 28 чел. - 1900 год — 41 чел. | - 1915 год — 18/38 чел. - 1926 год — 28 чел. |

## История
Первое документальное упоминание села встречается в Камеральном Описании Крыма… 1784 года, судя по которому, в последний период Крымского ханства Джанай входил в Сакал кадылык Перекопского каймаканства.
После присоединения Крыма к России 8 февраля 1784 года, деревня была приписана к Перекопскому уезду Таврической области. После Павловских реформ, с 1796 по 1802 год, входила в Акмечетский уезд Новороссийской губернии. По новому административному делению, после создания 8 (20) октября 1802 года Таврической губернии, Джанай был определён центром Джанайской волости Перекопского уезда.
По Ведомости о всех селениях в Перекопском уезде состоящих с показанием в которой волости сколько числом дворов и душ… от 21 октября 1805 года в деревне Джанай числилось 22 двора и 164 жителя крымских татар. На военно-топографической карте генерал-майора Мухина 1817 года деревня Чанай обозначена с 20 дворами. После реформы волостного деления 1829 года Джанай, согласно «Ведомости о казённых волостях Таврической губернии 1829 года», остался центром волости. На карте 1836 года в деревне 11 дворов. Затем, видимо, вследствие эмиграции крымских татар в Турцию, деревня заметно опустела и на карте 1842 года Джанай обозначен условным знаком «малая деревня», то есть, менее 5 дворов.
В 1860-х годах, после земской реформы Александра II, деревню включили в состав Бурлак-Таминской волости. В «Списке населённых мест Таврической губернии по сведениям 1864 года», составленном по результатам VIII ревизии 1864 года, Джанай — владельческий хутор, с 2 дворами и 28 жителями при колодцах. По обследованиям профессора А. Н. Козловского начала 1860-х годов, в селении «… нет колодцев, а только копани с глубиною 7—8 саженей» (14—16 м), вода в которых бывала не постоянно (копань — выкопанная на месте с близким залеганием грунтовых вод яма) глубиной 5 саженей (от 6 до 10 м) вода в которых «не совсем пресная и держится не постоянно». На трехверстовой карте Шуберта 1865—1876 года в деревне Джанай 1 двор. Согласно «Памятной книжке Таврической губернии за 1867 год», деревня стояла покинутая, ввиду эмиграции крымских татар, особенно массовой после Крымской войны 1853—1856 годов, в Турцию и в последующих документах конца XIX века не упоминается.
Вновь поселение встречается в «…Памятной книжке Таврической губернии на 1900 год», согласно которой на хуторе Джанай Богемской волости числился 41 житель в 3 дворах. По Статистическому справочнику Таврической губернии. Ч.II-я. Статистический очерк, выпуск пятый Перекопский уезд, 1915 год, в Богемской волости Перекопского уезда числилось 2 хутора Джанай Ольги Мокшеевой, по одному двору в каждом, оба с малороссийским населением. В одном 4 человека приписных жителей и 8 — «посторонних», по 6 мужчин и женщин, 450 десятин удобной земли, 23 лошади, 20 волов, 14 коров и 600 голов мелкого скота. На другом,14 приписных и 30 «посторонних» — 30 мужчин и 14 женщин, 205 десятин удобной земли, 20 лошадей, 60 волов, 20 коров и 500 голов мелкого скота.
После установления в Крыму Советской власти, по постановлению Крымревкома от 8 января 1921 года № 206 «Об изменении административных границ» была упразднена волостная система и в составе Джанкойского уезда был создан Джанкойский район. В 1922 году уезды преобразовали в округа. 11 октября 1923 года, согласно постановлению ВЦИК, в административное деление Крымской АССР были внесены изменения, в результате которых округа были ликвидированы, основной административной единицей стал Джанкойский район и село включили в его состав. Согласно Списку населённых пунктов Крымской АССР по Всесоюзной переписи 17 декабря 1926 года, в селе Джанай-Кирей (с хутором Кирей) в составе упразднённого к 1940 году Джаракского сельсовета Джанкойского района, числилось 8 дворов, все крестьянские, население составлял 28 человек, из них 22 русских и 6 армян;, на хуторе Джанай было 16 дворов, 66 жителей: 35 армян и 31 русский. На подробной карте РККА северного Крыма 1941 года в колхозе им. Мясникова, он же Джанай, отмечено 26 дворов.
После освобождения Крыма от фашистов в апреле, 12 августа 1944 года было принято постановление № ГОКО-6372с «О переселении колхозников в районы Крыма» и в сентябре 1944 года в район приехали первые новоселы (27 семей) из Каменец-Подольской и Киевской областей, а в начале 1950-х годов последовала вторая волна переселенцев из различных областей Украины. С 25 июня 1946 года Джанай в составе Крымской области РСФСР. Указом Президиума Верховного Совета РСФСР от 18 мая 1948 года, Джанай переименовали в Боброво. 26 апреля 1954 года Крымская область была передана из состава РСФСР в состав УССР. Время включения в Лобановский сельсовет пока не установлено: на 15 июня 1960 года село уже числилось в его составе. Ликвидировано село к 1968 году (согласно справочнику «Крымская область. Административно-территориальное деление на 1 января 1968 года» — в период с 1954 по 1968 годы).